# 國立民族學博物館 (波蘭)

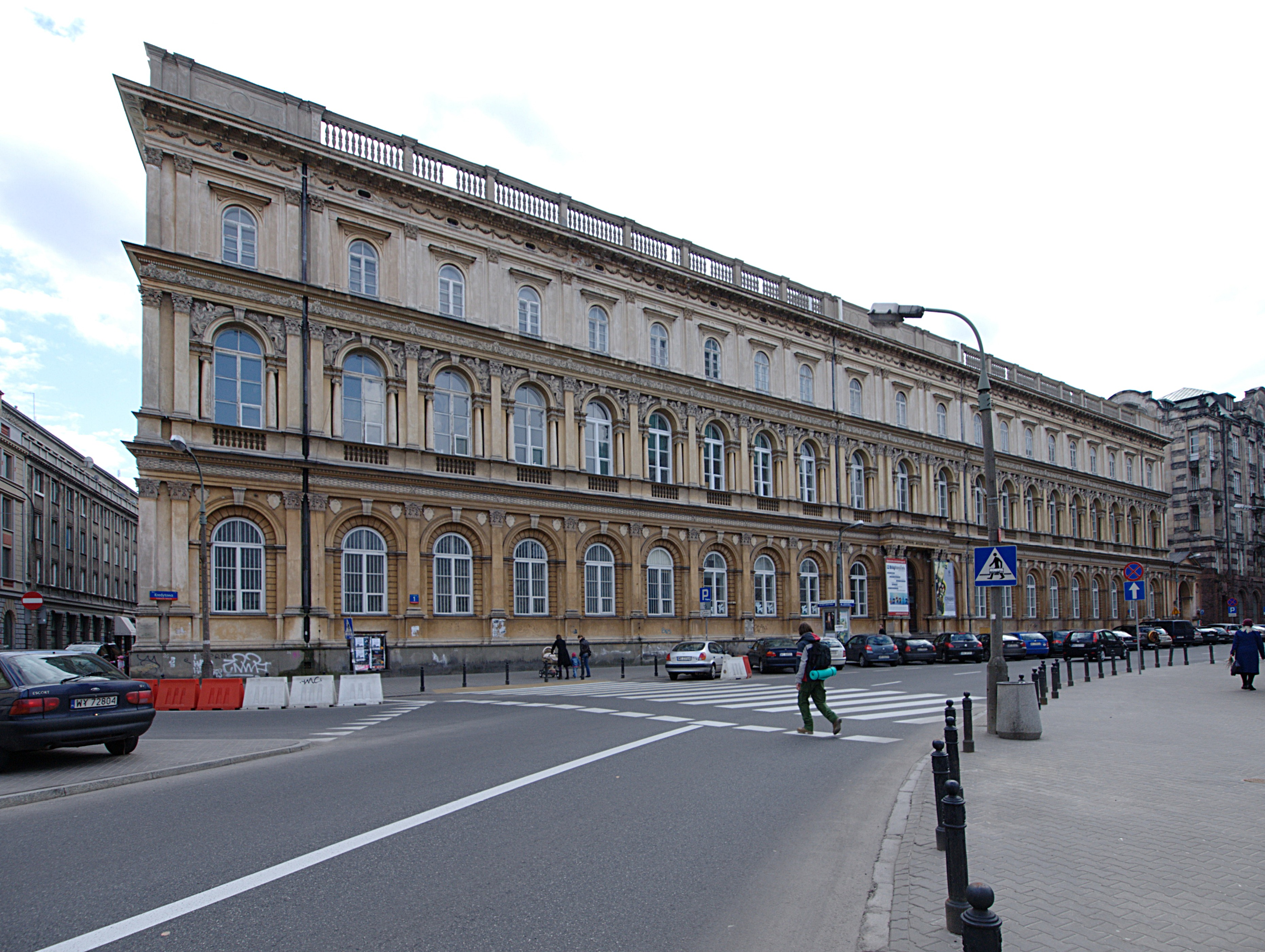
國立民族學博物館

國立民族學博物館（National Museum of Ethnography）是波蘭首都華沙的一座以民族學為展示主題的博物館。

## 历史
國立民族學博物館創建於1888年，並且附帶有一個圖書館。

## 外部連結
- 官方网站

52°14′17″N 21°0′44″E / 52.23806°N 21.01222°E